# (200082) 4022 T-3
(200082) 4022 T-3 es un asteroide perteneciente al cinturón de asteroides, descubierto el 16 de octubre de 1977 por Cornelis Johannes van Houten en conjunto a su esposa también astrónoma Ingrid van Houten-Groeneveld y el astrónomo Tom Gehrels desde el Observatorio del Monte Palomar, Estados Unidos.

## Designación y nombre
Designado provisionalmente como 4022 T-3.

## Características orbitales
4022 T-3 está situado a una distancia media del Sol de 2,990 ua, pudiendo alejarse hasta 3,673 ua y acercarse hasta 2,306 ua. Su excentricidad es 0,228 y la inclinación orbital 8,998 grados. Emplea 1888,61 días en completar una órbita alrededor del Sol.

## Características físicas
La magnitud absoluta de 4022 T-3 es 15. Tiene 6 km de diámetro y su albedo se estima en 0,064.